# Espace précompact
En topologie, une branche des mathématiques, un espace métrique E est précompact si, pour tout ε > 0, on peut recouvrir E par un nombre fini de boules de rayon ε. La propriété principale est qu'un espace métrique est compact si et seulement s'il est précompact et complet. La notion de précompacité et ses propriétés se généralisent aux espaces uniformes.

## Définitions
Soit E un espace métrique. Si l'une des trois propriétés suivantes est vérifiée, alors toutes trois le sont et E est dit précompact.
1. Pour tout ε > 0, on peut recouvrir E par un nombre fini de boules de rayon ε ;
2. Pour tout ε > 0, on peut recouvrir E par un nombre fini de parties de diamètre inférieur à ε ;
3. Toute suite dans E possède une sous-suite de Cauchy.

Plus généralement, soit E un espace uniforme. Si l'une des trois propriétés suivantes est vérifiée alors les trois le sont et E est dit précompact.
1. Pour tout entourage V de E, il existe un recouvrement fini de E dont tous les ensembles sont petits d'ordre V (c'est-à-dire que leurs carrés cartésiens sont inclus dans V).
2. Tout filtre de E est contenu dans un filtre de Cauchy.
3. Tout ultrafiltre de E est de Cauchy.

## Propriétés
- Tout espace métrique précompact est borné.
- Tout espace métrique précompact est séparable et même (comme tout métrique séparable) à base dénombrable donc de Lindelöf.
- Théorème — Un espace métrique (ou plus généralement : un espace uniforme séparé[2],[3]) est compact si et seulement s'il est précompact et complet[4].

- Dans un espace uniforme, toutes les parties, les réunions finies, les adhérences de précompacts, sont précompactes ; toute image d'un précompact par une fonction uniformément continue est précompacte[3] : ces propriétés résultent immédiatement de la définition de la précompacité par la propriété de Cauchy.
- Un espace métrique (resp. uniforme) est précompact si et seulement si son complété (resp. son séparé complété) est compact[5].
En effet, soient E un espace uniforme, F son séparé complété et i l'application canonique de E dans F. D'après le théorème, F est compact si et seulement s'il est précompact. Or si F est précompact alors E aussi – car la structure uniforme de E est l'image réciproque par i×i de celle de F – et réciproquement, si E est précompact alors i(E) aussi – puisque i est uniformément continue – donc son adhérence F également.
- Tout produit d'espaces uniformes précompacts (en particulier tout produit d'espaces métriques précompacts) est précompact.
- Tout espace régulier à base dénombrable est métrisable de façon précompacte[6].